# Infomercial
Infomercial är en form av reklam som är helt begränsad till TV-mediet. Inslagen är längre än klassisk "prime time"-reklam eftersom de sänds på nätter och förmiddagar då reklamtiden är billigare. Eftersom de har mer tid på sig finns ett större utrymme att ingående beskriva produktens användningsområden och funktionalitet. Detta har lett till att vissa typer av branscher är flitigare än andra att använda sig av infomercial för att nå ut till sin marknad. Olika branscher som är vanligt förekommande är framför allt:
- Träningsredskap
- Köksmaskiner
- Skönhetsprodukter

I Sverige är de stora aktörerna Tvins och TV-Shop.

## Det utmärker inslaget
Det finns naturligtvis inga regler för vad som skiljer infomercial från vanlig reklam. Trots det finns det ändå många egenskaper hos infomercial som ofta återkommer oavsett bransch och produkt.
Inslaget är oftast c:a 20 minuter långt och är uppdelat i olika faser. 
- Fas ett är en närbildsförevisning av produktens olika användningsområden. Detta ackompanjeras av en voice-over som berättar om produkten och olika betalningsmetoder.
- Den andra fasen är skådespelarfasen. Ett programledarpar som förevisar olika funktioner för tittaren. Här förekommer också ofta andra personer, de kan vara antingen vänner till programledarna eller publik i ett studioprogram.

I hela filmen växlas mellan de olika faserna ett par gånger för att även nytillkomna tittare ska få ta del av all info.

## Det utmärker produkten
Liksom hos själva filminslaget finns inga måsten hos produkten. Vanligt förekommande egenskaper är dock:
- Den är mångfunktionell, en köksmaskin motsvarar ett helt kök, ett träningsredskap ersätter ett helt gym.
- Den kan bara köpas genom ett telefonsamtal, inte i butik.
- Den kan handlas på avbetalning.

## Kändisar som deltagit i inslag
- Jessica Simpson - Proactiv
- P. Diddy - Proactiv
- Jessica Andersson - Sheer Cover Studio
- Josephine Forsman - Sheer Cover Studio
- Emil Gullhamn (sångare i bandet State of Drama) - Proactiv
- Chuck Norris - Total Gym
- Minnie Driver - Windsor Pilates
- Cindy Crawford - Meaningful Beauty
- Henrik Dagård - Aerobix Shaper
- Mr T - Flavour wave turbo
- Pete Conrad (astronaut som varit på månen) - Duralube